# Mycena mamaku
Mycena mamaku är en svampart som beskrevs av Segedin 1991. Mycena mamaku ingår i släktet Mycena och familjen Mycenaceae.   Inga underarter finns listade i Catalogue of Life.